# Arthur Stanley Wohlmann
Vous lisez un « bon article » labellisé en 2023.
Pour les articles homonymes, voir Herbert.
Arthur Stanley Wohlmann, connu aussi sous le nom d'Arthur Stanley Herbert, est un médecin britannique, né le 3 octobre 1867 à Hertford et mort le 3 mars 1944 à Richmond. Formé à Londres et ayant pratiqué plusieurs années la balnéothérapie dans la station thermale réputée de Bath, il est choisi en 1902 par le gouvernement de Nouvelle-Zélande, peu après que ce pays a été le premier à se doter d'une agence gouvernementale du tourisme, pour être le balnéologue officiel de la colonie. Ce titre, qui suscite d'abord l'étonnement, traduit l'importance économique attribuée au développement du tourisme thermal néo-zélandais et l'espoir de susciter un afflux de curistes internationaux, attirés par la beauté et les vertus de la zone thermale de l'île du Nord.
Wohlmann prend en charge avec enthousiasme la recension des sources et leur promotion, notamment par la production de brochures et d'expositions. Sa priorité est toutefois le développement du site de Rotorua où il ambitionne d'édifier un spa d'envergure internationale. Ce dernier, inauguré en 1908, jouit d'un luxe et d'un niveau d'équipements sans commune mesure dans l'hémisphère Sud. Bien que le site est encore mondialement connu de nos jours, cet important investissement ne porte toutefois pas à l'époque les fruits espérés. Cela est notamment dû à l'éloignement du pays et malgré les innovations introduites par Wohlmann, y compris une dangereuse cure radioactive. Il finit par tomber en décrépitude, rongé par les vapeurs sulfureuses.
En dépit d'errements caractéristiques des conceptions médicales de l'époque, Wohlmann aura apporté à la pratique du thermalisme une approche scientifique mais aussi holistique, cette dernière étant, de par l'importance attachée au dépaysement, particulièrement en phase avec la propagande touristique du gouvernement.

## Contexte
Le développement du tourisme est intimement lié au XIXe siècle à celui du thermalisme. La plupart des pays d'Europe et les États-Unis connaissent durant cette période une « fièvre thermale » qui se traduit par l'agrandissement ou le lancement de stations thermales et leur dotation en équipements touristiques de prestige (grands hôtels, casinos), pour satisfaire une demande croissante en cures hydrothérapiques et consommation d'eaux minérales.
Dès 1874, William Fox recommande au gouvernement néo-zélandais de suivre l'exemple américain du parc national de Yellowstone créé en 1872 et d'intervenir pour protéger les zones thermales de l'île du Nord. Il suggère la création dans cette région « d'un sanatorium non seulement pour les colonies australiennes, mais aussi pour l'Inde et d'autres portions du globe ». 
Ce projet connaît un commencement d'exécution en 1881 avec l'adoption du Thermal-Springs Districts Act, qui réserve à la Couronne le droit d'acheter les terrains mis en vente dans cette zone. En 1886, un petit sanatorium privé est ouvert à Rotorua. Détruit par un incendie en 1888, il est reconstruit par le gouvernement en 1889 en tant « qu'institution nationale » et sa direction est confiée au docteur Alfred Ginders,. 
En 1894, l'ouverture d'une ligne de chemin de fer entre Auckland et Rotorua (voir Rotorua Express) vient accélérer la fréquentation de la zone thermale et en particulier celle du sanatorium de Rotorua,. Dès 1895, la presse néo-zélandaise rapporte que le gouvernement est mécontent de la gestion du docteur Ginders, qu'un spécialiste sera bientôt envoyé à Rotorua pour analyser les eaux minérales, voire qu'un « balnéologue expérimenté », c'est-à-dire, explique-t-on, un « homme de médecine qui soit aussi un expert en sources médicinales » devrait être recherché en Europe,. En 1896, dans un rapport parlementaire sur l'état des hôpitaux, Duncan MacGregor recommande une réorganisation radicale de l'organisation des soins thermaux pour faire face à l'évolution prévisible de la demande de soins thermaux et en particulier le recrutement d'un « expert médical en balnéologie doté d'une compétence et d'une expérience en la matière ». La même année, le gouvernement demande à l'agent général de la colonie à Londres, William Pember Reeves, de rechercher en Europe un tel balnéologue pour diriger les bains thermaux de Nouvelle-Zélande. Selon Reeves, ce poste demande les compétences cumulées d'un médecin, d'un chimiste, d'un ingénieur et d'un hôtelier.
| Aquarelle de paysage volcanique. · Aquarelle de paysage de vallée. |

La balnéologie fait en 1897 son apparition dans le paysage politique néo-zélandais. En octobre de cette année, lors des débats parlementaires sur le budget, la dotation d'une ligne de 1 000 livres pour le salaire et le défraiement annuels d'un balnéologue, une somme élevée manifestant l'importance nationale de la fonction, est dénoncée par l'opposition comme une « extravagance grossière ». Elle suscite les quolibets d'une partie de la presse : si l'Otago Witness « présume » que le terme se réfère aux sources chaudes de l'île du Nord, l'Ohinemuri Gazette avance que le rôle d'un balnéologue serait de montrer aux patients comment localiser des baleines dans les eaux tièdes du lac de Rotorua ;  le Daily Telegraph voit dans le choix de ce terme une forme d'offuscation visant à cacher la nature des tâches concernées ; et l'Observer estime que, « l'expertise » nécessaire semblant facile à acquérir, le poste devrait pouvoir aisément être attribué à un habitant de la colonie.
En 1898, Reeves pense avoir trouvé l'homme de la situation. Il s'agit du docteur Karl Grube, médecin-chef à la clinique thermale de Bad Neuenahr, réputé « jeune, énergique, ayant une grande expérience des sources thermales et une connaissance approfondie du sujet », qui offre en outre les avantages de parler couramment l'anglais et de soigner des célébrités, tels le prince de Fürstenberg ou la duchesse de Teck, dont on peut espérer qu'il réussira à les tenter de venir expérimenter les bénéfices thermaux de Nouvelle-Zélande,. Son recrutement échoue toutefois, Grube ayant demandé, en sus du salaire annuel de 800 livres qui lui avait été proposé, le droit de facturer des consultations privées, ce que le gouvernement avait refusé.

## Années de formation

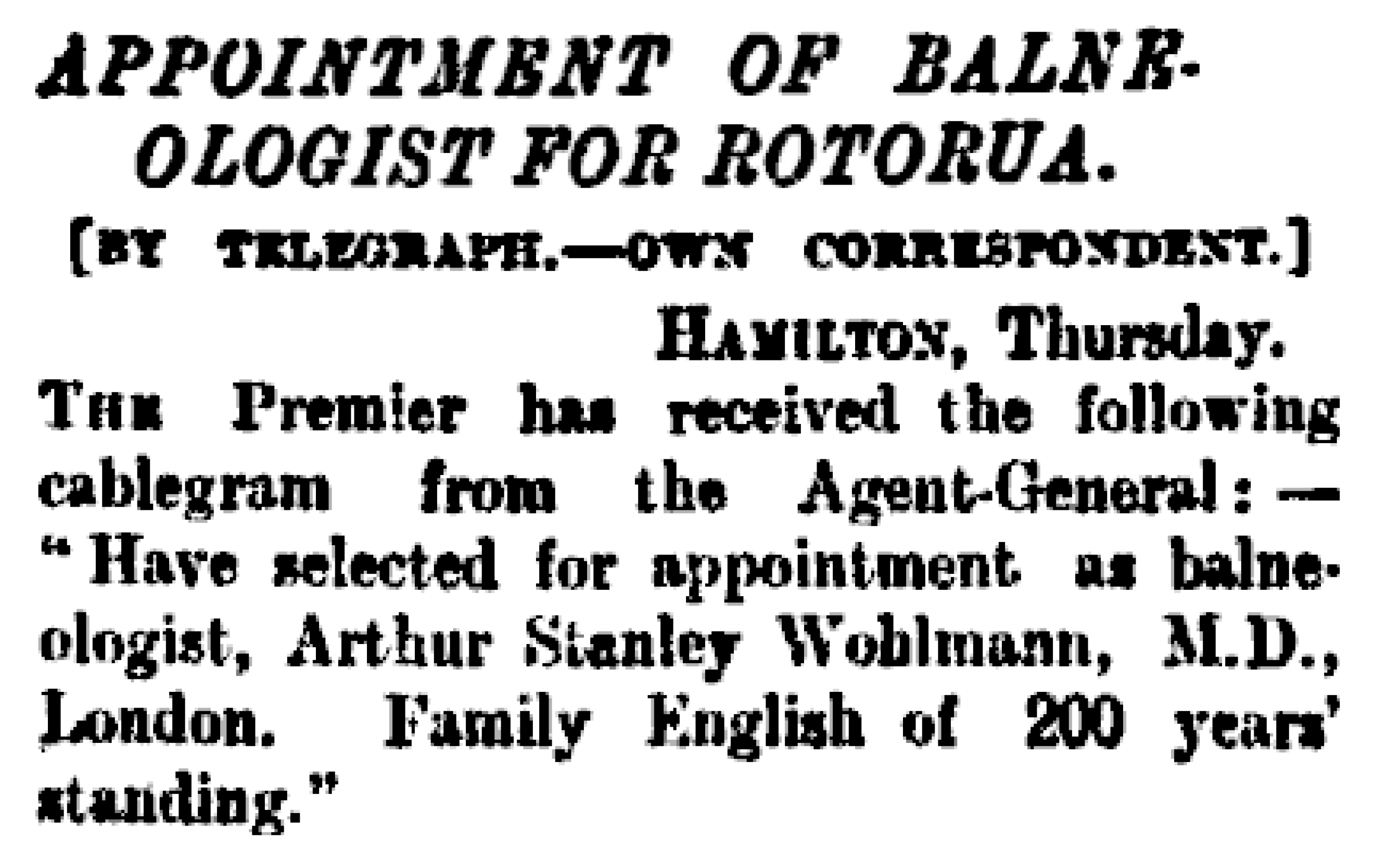
Annonce de la nomination de Wohlmann.

En mars 1902, plusieurs journaux néo-zélandais annoncent la nomination d'Arthur Stanley Wohlmann au poste de balnéologue du gouvernement, se limitant souvent à ne rapporter qu'un seul fait, jugé déterminant : en dépit de son nom à consonance teutonne l'impétrant provient d'une famille « anglaise depuis deux cents ans ».
Né le 3 mars 1867 à Hertford où il fait ses études secondaires, Wohlmann entame en 1885 des études médicales au Guy's Hospital de Londres, où il obtient son diplôme de médecin en 1892. Après une pratique en ville, il exerce quatre mois en tant que chirurgien à l'hôpital britannique de Port Saïd, puis devient, durant deux ans, médecin résident au Royal Mineral Water Hospital de Bath, où il soigne en particulier des cas d'arthrite rhumatoïde, avant de s'installer à son compte dans cette ville réputée pour ses cures thermales. Il y développe durant plus de six ans une pratique de balnéothérapie, dont on lui reconnaît une grande expérience, en particulier en matière d'utilisation de l'électricité,. Wohlmann cosigne en 1896 un article remarqué sur l'arthrite rhumatoïde qui défend l'hypothèse abandonnée depuis d'une origine bactérienne de cette maladie, puis publie en 1899 un article sur les maladies rhumatismales. Il épouse en 1899 Eugenia Madden, veuve d'un colonel de l'armée des Indes, avec laquelle il a une fille âgée de trois ans lors de son arrivée en Nouvelle-Zélande. En le choisissant pour ce poste parmi 43 candidats, le gouvernement néo-zélandais compte pouvoir exploiter son expérience de la clientèle thermale aisée de Bath et sa réputation auprès de cette dernière. Ses références sont publiées dans le premier rapport de l'agence pour le développement du tourisme créée en 1901. Il lui est toutefois demandé, avant d'embarquer pour la Nouvelle-Zélande, de faire, durant deux semaines, une tournée des principaux spas européens afin d'en apprécier les forces et les faiblesses. Dans son rapport à ce sujet, il analyse les facteurs contribuant à leur succès, en particulier leurs plans, les matériaux mis en œuvre et leur résistance à la dégradation, ainsi que les différents types d'appareils et de traitements,.

## Balnéologie gouvernementale
Peu après son arrivée en Nouvelle-Zélande en juillet 1902 et sa prise de résidence à Rotorua, Wohlmann entreprend des visites d'inspection des sources thermales de la colonie, en particulier celles de Waiotapu, Wairakei, Orakei Korako (en), Taupo, Tokaanu, Okoroire (en), Te Aroha, Helensville, Morere (en) et Hanmer (en), prélevant partout des échantillons d'eau qu'il fait analyser par le laboratoire du musée colonial de Wellington, afin notamment de sélectionner les sites dont il recommandera le développement. 
Dans le rapport qu'il établit au terme de cette première tournée, il se montre en même temps enthousiaste et prudent, estimant que « la nature a doté [la Nouvelle-Zélande] en sources thermales avec prodigalité, mais l'abondance même de ces dons rend [s]a tâche d'autant plus difficile [et que] rendre justice [à toutes les sources de ce pays] demanderait une dépense énorme et injustifiable ». Il recommande, à titre prioritaire, le développement du site de Rotorua, qui jouit d'une eau thermale « de qualité presque unique en quantité quasiment inépuisable », d'un climat « vivifiant », d'une réputation établie et d'un accès par train ; mais aussi, à titre secondaire, le développement de Te Aroha, pour ses eaux minérales potables et de Hanmer, pour « les invalides [de l'île du Sud] qui ne pourraient pas entreprendre le long voyage à Rotorua ».
| Caricature, homme dans la boue. · Caricature, homme assis parlant à un petit journaliste. |

Dès 1903, Wohlmann s'attelle à la rédaction d'un guide des eaux minérales de Nouvelle-Zélande destiné tant aux patients qu'au corps médical. Il en publie en 1904 une première partie consacrée aux eaux de Rotorua, où des tables météorologiques et des analyses chimiques fournies le laboratoire colonial sont complétées par des considérations sur les vertus curatives attribuées à ces eaux et les distractions offertes par la région aux curistes,. L'ouvrage est graduellement complété par l'ajout d'informations sur les autres sites, la pagination étant portée de 48 pages en 1904 à 82 pages en 1907 et 155 pages en 1914. Ces publications participent à une stratégie développée par Donne, le directeur du département de promotion du tourisme, visant à présenter la Nouvelle-Zélande comme un « pays des merveilles thermales » (thermal wonderland) et un « pays de cure » (cureland), le spa par excellence de l'hémisphère Sud. Comme l'observe Peter Hodder, le statut ambigu des publications de Wohlmann; qui visent en même temps à donner des données scientifiques sur la composition des eaux et d'autres de nature plus conjecturale sur leurs vertus alléguées, en s'adressant en même temps à un lectorat de touristes potentiels et de professionnels des soins, se traduit par un mélange entre des compilation d'analyses chimiques et des appréciations subjectives sur les qualités gustatives ou curatives des eaux,. Wohlmann établit des comparaisons favorables entre les eaux minérales néo-zélandaises et celles des plus célèbres spas européens, celles de Te Aroha, par exemple, ayant une proportion de bicarbonate de soude supérieure à celles de Vichy et propres à en faire « les eaux thermales alcalines les plus fortes du monde », des analyses qui seront au demeurant ultérieurement remises en question quand il apparaîtra que les mêmes eaux sont également riches en arsenic et en bore.
| Couverture de livre avec photo de sanatorium. · Carte touristique en couleur. |

En 1906, Wohlmann est chargé de l'organisation d'une partie de la section dévolue au Département du tourisme à l'Exposition Internationale (en) de Christchurch. Répondant à l'attente d'attractions spectaculaires des visiteurs de l'époque, Wohlmann conçoit et fait construire une « copie merveilleusement exacte de quelques-uns des plus remarquables traits des régions thermales [... où,] après avoir franchi un portail entouré de totems maoris sculptés, le visiteur se trouve immédiatement transporté au pays des soufrières, des wai-arikis [esprits des eaux], des geysers et des fumerolles ». Cette ingénieuse et fidèle reconstitution en miniature du « pays des geysers » (geyserland) est inaugurée par le premier ministre, Joseph Ward, et vaut à Wohlmann les félicitations de ce dernier,.
| Photo de personnages devant une installation de plein air. · Gravure polychrome de femmes maories. · Carte postale du mini-geyserland créé par Wohlmann. |

## Développement de Rotorua
Très rapidement après son arrivée à Rotorua, Wohlmann arrête la stratégie de développement qu'il ne cessera de recommander aux autorités : privilégier le développement des installations thermales de cette localité pour en faire le plus grand spa de l'hémisphère austral. Il fait valoir les retombées économiques que l'on peut escompter d'un tel développement : « si, grâce à des attractions accrues, nous pouvons attirer un millier de visiteurs de plus, nous pouvons espérer qu'un million de livres de plus seront dépensées dans le pays. Pour attirer ces visiteurs, nous devons mettre à niveau complètement un spa, aussi bien en termes de bains que d'amusements et de soins [...] les bains ne doivent pas être seulement des endroits où l'on peut se baigner dans des eaux thermales, mais ils doivent être équipés avec tous les appareils coûteux des méthodes modernes de balnéologie ; et il ne doit pas y avoir seulement un confort décent mais un certain niveau de luxe ». Il déplore tant le délabrement des installations existantes que leur dangerosité, certains bains — qu'il compare en privé à des porcheries — étant construits directement au-dessus des sources, ce qui expose leurs utilisateurs aux fumerolles, tout en ne limitant pas son intérêt à sa seule spécialité : il s'intéresse également à l'amélioration de l'aspect de la ville, procédant notamment à des expériences sur des teintes qui permettraient d'égayer les façades des bâtiments tout en résistant aux vapeur soufrées. Dans un premier temps, son projet d'aménagement est budgété à dix mille livres et la durée estimée des travaux est de sept mois. Nonobstant l'apparent soutien du gouvernement, les travaux ne sont engagés qu'en 1905, un article publié par le New Zealand Herald la même année traduisant le sentiment de frustration engendré par cette procrastination : « nous avons un brillant balnéologue, mais en pratique, nous n'avons pas de bains. »
| Photo de bâtiments en tôle. · Carte postale colorisée d'hommes nus dans un bassin. |

En août 1908, les travaux, qui ont atteint un montant d'environ 40 000 livres, sont suffisamment avancés pour permettre une ouverture partielle. L'inauguration officielle a lieu en août 1908, en présence du premier ministre, de l'amiral Sperry et de deux cents officiers de la flotte américaine. L'établissement, construit dans un style à colombages inspiré des villes thermales allemandes, était censé disposer à terme de 14 bains profonds, 42 bains à vasque, 12 bains de boue, 4 bains électriques, 4 bains à vapeur et 8 douches à massage de différents types, tandis que les inhalations seraient effectuées dans des pièces distinctes où elles pourraient être dispensées à 10 patients par le truchement de cabines murales « ressemblant aux compartiments mis à disposition du public dans des bureaux télégraphiques », toutes ces installations pouvant être utilisées simultanément grâce à un tableau électrique central,, mais en raison des dépassements budgétaires, seuls 25 bains sont ouverts. Les ambitions thérapeutiques du spas sont étendues : outre l'arthrite, sont soignés également la neuralgie, les problèmes cutanés, l'hystérie, la neurasthénie, la dyspepsie, les migraines, l'hypertension, la colite, la constipation, l'obésité, les hémorroïdes, les troubles des « viscères pelviques », l'insomnie, l'irritabilité nerveuse, les infections des bronches et de la gorge, les problèmes du foie, la goutte et les affections rénales. De nombreux traitements sont imités de ceux offerts dans les spas européens : les douches-massage selon la méthode dite d'Aix du docteur Forestier, recommandées pour le soin des rhumatismes et de la goutte mais également censées remédier à la condition atone des viscères ; les bains Greville à air chaud, destinés à soulager les épanchements ; les douches Plombières réputées efficaces pour les « maladies arthritiques du colon » ; les bains électriques utilisés pour remédier à la faiblesse nerveuse ; ou les rayons X nouvellement découverts et utilisés pour soigner les problèmes dermatologiques,. Wohlmann prône l'idée que certaines parties de la peau sont liées aux organes internes, par exemple la paume des mains aux poumons. 
En 1913, rentré pour quelques mois en Grande-Bretagne pour se remettre des suites d'une chute de cheval, Wohlmann rencontre le docteur Sigmund Saubermann de Berlin, qui lui fait valoir les bienfaits thérapeutiques de l'eau minérale radioactive. Il convainc à son tour le gouvernement que le public est « fou du radium » et obtient l'acquisition, auprès d'une firme spécialisée de Londres, d'un « activateur », permettant d'enrichir l'eau minérale en émanation de radium ou radon, destiné à être administré par voie orale, à concurrence de quatre à six verres par jour, bus à « intervalles fréquents » pour « maintenir la charge dans le sang ». L'augmentation de la production d'urine, de l'activité excrétoire des boyaux et de l'activité sexuelle figurent parmi les effets bénéfiques escomptés. Comme l'observent Rebecca Priestley et John Horrocks, cette étrange thérapeutique témoigne non d'un charlatanisme mais du désir de proposer « la meilleure technologie disponible » à une époque où la nocivité du radium était encore inconnue. Au demeurant, Wohlmann adopte une approche holistique des soins thermaux, considérant notamment que l'ambiance, le changement d'atmosphère et le climat en font partie intégrante ; cette approche va de pair avec un argumentaire plus commercial, mettant en avant l'expertise séculaire des Maoris dont les curistes pourront bénéficier.
| Photo d'un homme dans une douche à cage avec un employé réglant la machine. · Homme sur une table de massage sous une douche avec masseur. · Homme en costume dans un bain à quatre cuves électrifiées. · Patients avec tonneaux d'air chaud. |

Ce spa est considéré comme le plus beau et le plus luxueux bâtiment de toute la Nouvelle-Zélande et les journalistes ne manquent pas de relever la présence de statues de Charles Francis Summers dans le foyer et le luxe des équipements thermaux. Wohlmann, soutenu par le Département du tourisme, se défend en arguant que ce luxe est nécessaire pour permettre à Rotorua de rivaliser avec les grands spas de renommée internationale, mais peu après l'ouverture officielle, le gouvernement se montre graduellement de plus en plus réticent à financer des investissements complémentaires. Dès 1909, il apparaît que les résultats ne sont pas à la hauteur des attentes, les nouveaux équipements ne suffisant pas, en dépit de leur luxe, à motiver les habitués internationaux des cures thermales à entreprendre le long voyage vers la Nouvelle-Zélande : l'augmentation des recettes au titre de l'année n'est que de 612 livres et le nombre de curistes étrangers reste limité à 95 Australiens, 40 Britanniques et 35 d'autres pays. 
| Photo du bâtiment en construction. · Aquarelle de carreaux de pavement. · Photo du bâtiment pavoisé avec foule. · Photo d'intérieur avec statues dénudée et escalier d'apparat. |

Dès les premiers mois d'exploitation, le spa de Rotorua montre des signes de dégradation. Le taux élevé de soufre dans les eaux entraîne une corrosion rapide de la tuyauterie, les vapeurs de sulfure noircissent les peintures des murs, attaquent la ventilation et délitent les joints des carrelages. En outre, une douzaine de petits tremblements de terre se succèdent peu après l'ouverture du nouvel établissement.  Wohlmann doit adresser plusieurs courriers au Département du tourisme pour signaler que les enduits des murs et des plafonds se crevassent, des morceaux de plâtre risquant de tomber et de blesser les curistes. Ces problèmes, imputables tant à la nature des eaux qu'à des erreurs de conception du bâtiment, conduiront d'ailleurs le gouvernement à envisager dès la fin des années 1920 la fermeture du bâtiment.
| Photo d'installations thermales dégradées. · Photo d'installations thermales dégradées. |

Parallèlement à la direction du spa, Wohlmann poursuit son travail de médecin. Dans son ouvrage de 1914 sur les eaux minérales, il résume les résultats obtenus sur 593 patients qu'il a personnellement traités durant les trois années précédentes dans le nouvel établissement de Rotorua, estimant avoir obtenu une amélioration pour 536 d'entre eux, en particulier dans des cas de rhumatisme et d'arthrite, mais aussi de neurasthénie. Comme l'observe Ralph Johnson, cette synthèse rétrospective ne comporte « regrettablement » pas une partie critique, en particulier sur la « suprême importance » attribuée à la radioactivité en matière de balnéologie.

## Fin de carrière
Peu après le début de la Première Guerre Mondiale, Wohlmann est conduit par l'importance du sentiment anti-allemand à cesser d'utiliser son patronyme,. Il adopte le nom de jeune fille de sa mère, Herbert, et le fait savoir par voie de presse. 
En 1915, il devient responsable d'un hôpital nouvellement construit à Rotorua pour soigner les soldats convalescents et leur dispense des traitements qu'il décrira en 1916 et 1918 dans des articles du New Zealand Medical Journal, puis dans un ouvrage publié en 1918 et qui lui vaudront d'être décoré de l'ordre de l'Empire britannique. Selon Ralph Johnson, ces travaux sont remarquables tant pour la précision de la description des lésions que parce qu'ils témoignent du soin avec lequel Wohlmann se tenait au courant de l'actualité médicale. En revanche, une recension publiée dans le British Medical Journal en 1920 considère au contraire que cet ouvrage témoigne plutôt des difficultés de l'isolement de la Nouvelle-Zélande durant la guerre et estime que l'auteur tend à exagérer le bénéfice de ses dispositifs à base d'élastique.
| Photographie en noir et blanc d'un homme debout muni d'un appareillage orthopédique complexe, prenant la jambe droite. · Photographie en noir et blanc d'un autre homme debout muni du même appareillage mais vêtu différemment. |

Au début de 1919, Wohlmann est promu major et réintégré dans l'armée néo-zélandaise. La même année, il est nommé balnéologue des eaux thermales en Nouvelle-Zélande. Dans le cadre de cette fonction, il entreprend un tour du pays pour inspecter et classer les sources thermales qu'il publie en 1921 dans The Official Guide to the Hot Springs of New Zealand. Selon Peter Hodder, ce guide tient compte des avancées mondiales en matière de thalassothérapie et souligne la variété des sources minérale disponibles sur l'île.
Wohlmann démissionne de son poste de balnéologue en 1919, rentre à Londres, où il exerce la médecine à titre privé à Kensington. Il publie en 1921 The Hot Springs of New Zealand, un ouvrage détaillé sur les traitements thermaux en Nouvelle-Zélande. Dans la préface, Wohlmann fait valoir que, si les spas néo-zélandais ne peuvent concurrencer ceux d'Europe sur le plan social, le changement d'atmosphère est un des aspects importants d'une cure et qu'à cet égard la Nouvelle-Zélande, avec « ses paysages étranges et merveilleux, ses lacs splendides, [...] ses geysers, ses sources bouillonnantes, [...] ses villages maoris aux habitants pittoresques, [...] ses ménagères lavant leur linge dans une source chaude ou faisant nonchalamment la cuisine dans un trou à vapeur offre plus de dépaysement qu'une simple visite à un spa continental »,. Comme le remarque John Horrocks, cette remarque témoigne d'une « ouverture à l'importance de la suggestion », dans le contexte de l'intérêt d'un balnéologue pour le soin des « cas indéfinis et limite » et  plus généralement pour l'idée — développée quelques années plus tôt par George Miller Beard avec la thématisation du concept de neurasthénie — que la cause des maladies nerveuses était la civilisation moderne, à l'encontre de laquelle une cure au pays des geysers pouvait jouer un rôle régénérateur, Wohlmann exprimant ainsi un alignement sincère avec la thématique développée par la propagande touristique du gouvernement néo-zélandais.
| Photo de femme cuisinant dans un trou à vapeur. · Photo de femmes cuisinant dans un trou à vapeur. · Photo de femmes faisant la lessive dans une source chaude. |

Dans une de ses dernières publications, Wohlmann, sans revenir sur le bénéfice du dépaysement durant la cure thermale, ni sur les vertus thérapeutiques des eaux minérales, recommande de ne pas sous-estimer les avantages d'une simple hydrothérapie à l'eau chaude ordinaire disponible dans une ville comme Londres, assortie « de massages, de manipulations et de mouvements et recourant à l'électricité, à la lumière et à la chaleur sèche ». Il ne s'agit toutefois pas d'un revirement, Peter Hodder relevant que Wohlmann était, dès 1914, convaincu que l'efficience de certains de ses traitements était plus attribuable à la température de l'eau qu'à sa composition,.
Il meurt le 3 mars 1944 à Richmond.
La position de balnéologue du gouvernement sera occupée par le docteur Duncan de 1919 à 1942 puis par le docteur Blair de 1942 à 1957 et ne sera pas renouvelée après 1957. Cette évolution est cohérente avec l'évolution de la perception des enjeux liés aux eaux géothermales en Nouvelle-Zélande depuis le milieu du XXe siècle, considérées d'abord comme un spectacle pour touristes, puis comme un remède sous forme de bains ou de boissons, puis comme un loisir, avant d'être principalement considérées aujourd'hui sous l'angle de la fourniture d'énergie.

## Publications
- Sous le nom de Wohlmann.
  - (en) Gilbert A. Bannatyne et Arthur S. Wohlmann, « Rhumatoid Arthritis : Its Clinical History, Etiology, and Pathology », The Lancet, vol. 147, no 3791,‎ 1896 (DOI 10.1016/S0140-6736(01)61263-7).
  - (en) Arthur S. Wohlmann, « Bacteriology Of Rheumatic And Allied Disease », The British Medical Journal, vol. 2, no 2028,‎ 1899 (JSTOR 20262448).
  - (en) Arthur S. Wohlmann, « The Clinical Significance of the Human Hand », Bristol Medico-Chirurgical Journal, vol. 14, no 52,‎ 1896 (lire en ligne [PDF]).
  - (en) Arthur S. Wohlmann, « The Scope and Limitations of Balneological Treatment », New Zealand Medical Journal, vol. 4, no 14,‎ 1905 (lire en ligne).
  - (en) Arthur S. Wohlmann, « The Acid Sulphur Waters of Rotorua », New Zealand Medical Journal, vol. 9,‎ 1911.
  - (en) Arthur S. Wohlmann, « Gonorrheal Arthritis », New Zealand Medical Journal, no 44,‎ 1912 (lire en ligne).
  - (en) Arthur S. Wohlmann, The Mineral Waters and Health Resorts of New Zealand, Wellington, John Mackays, 1914 (lire en ligne).
- Sous le nom d'Herbert.
  - (en) Arthur S. Herbert, « The Physical Treatment of Wounded : Elastic Support in Muscular Paralyses », New Zealand Medical Journal, vol. 15,‎ 1916.
  - (en) Arthur S. Herbert, Rotorua Military Hospitals During the Year 1916, Wellington, Marcus F. Marks, 1917 (lire en ligne).
  - [Herbert 1918a] (en) Arthur S. Herbert, « The (Protopathic) Sensory Nerve Areas of the Hand », New Zealand Medical Journal, vol. 17,‎ 1918 (lire en ligne [PDF]).
  - [Herbert 1918b] (en) Arthur S. Herbert, Military Physical Orthopædics : Part 1, Gunshot Wound of Nerve, Wellington, Government Printer, 1918 (présentation en ligne).
  - [Herbert 1921a] (en) Arthur S. Herbert, The Hot Springs of New Zealand, Londres, H. K. Lewis, 1921 (lire en ligne).
  - [Herbert 1921b] (en) Arthur S. Herbert, « The Significance of the Jaw-Neck Syndrome in the Rheumatic Group of Diseases », The Lancet,‎ 26 novembre 1921 (lire en ligne [PDF]).
  - (en) Arthur S. Herbert, « Deaths in the Bath », British Medical Journal, vol. 1, no 3413,‎ 1926 (lire en ligne [PDF]).
  - (en) Arthur S. Herbert, « A Clinic for Physical Treatment in London », British Medical Journal, vol. 1, no 3496,‎ 1928 (lire en ligne [PDF]).